# Mirab Omo
La zone Mirab Omo ou Ouest Omo est l'une des zones de la région Éthiopie du Sud-Ouest.

## Géographie
Partie sud de la région Éthiopie du Sud-Ouest, la zone Mirab Omo est bordée à l'est par la rivière Omo qui la sépare de la région Éthiopie du Sud, au sud-ouest par le Soudan du Sud et à l'ouest par la région Gambela.
Maji et Tum sont desservis par un petit aéroport, Tum Airport (en), situé vers 1 400 m d'altitude sur la route Mizan-Maji, une vingtaine de kilomètres au nord-est de Maji.
Le parc national de l'Omo s'étend au sud-est de la zone.

## Histoire
La zone Mirab Omo se sépare probablement à la fin des années 2010 de la zone Bench Maji de la région des nations, nationalités et peuples du Sud,.
La zone est principalement habitée par les communautés Dizi (en), Suri et Me'enit.
Elle se rattache en 2021 à la région Éthiopie du Sud-Ouest nouvellement créée.

## Démographie
Les cinq woredas de la future zone Mirab Omo — Bero, Maji, Meinit Goldeya, Meinit Shasha et Surma — qui figurent dans le recensement 2007 au titre de la zone Bench Maji ont au total 200 110 habitants.
Les nouveaux woredas apparus dans la zone au début des années 2020 — Gachit et Gori Gesha — sont des subdivisions à l'intérieur de Meinit Goldeya et Meinit Shasha, le périmètre de la zone ne change pas.
En 2022, la population est estimée sur le même périmètre à 278 296 personnes avec une densité de population d'environ 19 personnes par km2 et près de 14 600 km2 de superficie.
Sous réserve d'évolution importantes depuis 2007, la principale agglomération de la zone est Tum avec 3 079 habitants en 2007. Elle est suivie par Jemu avec 2 779 habitants, Bachuma avec 2 547 habitants, Jeba avec 1 858 habitants, Maji avec 1 759 habitants et Kibish avec 914 habitants à la même date,.